# Ryke Geerd Hamer
Pour les articles homonymes, voir Hamer.
Ryke Geerd Hamer, né le 17 mai 1935 à Mettmann en Allemagne et mort le 2 juillet 2017 à Sandefjord en Norvège, est un ancien médecin considéré comme responsable de la mort prématurée de 140 personnes.
Il est l'inventeur d'une pseudo-médecine, la « nouvelle médecine germanique ».
À partir des années 1980, de nombreuses pseudo-médecines inspirées de ses théories apparaissent sous des noms divers : décodage biologique, Biologie Totale des Êtres Vivants (BTEV), bio-décodage, mémoires cellulaires, psychobiologie, déprogrammation cellulaire, dialogue avec les cellules et thérapie de la mémoire.

## Biographie
En 1963, Hamer obtient son doctorat de médecine. Il pratique sa profession pendant plusieurs années à la clinique universitaire de Tübingen puis à Heidelberg.
Hamer invente et commercialise un scalpel et une scie à os électrique. Ces instruments s'avèrent inefficaces et rapidement des demandes de remboursements de ses créanciers et clients le poussent à la faillite. Début 1978, il s'enfuit en Italie à la suite d'un échec économique.
Le 18 août 1978, dans l’affaire Victor Emmanuel de Savoie qui a lieu sur l’Île de Cavallo, son fils Dirk est blessé accidentellement par balle par le prince Victor-Emmanuel de Savoie. Il meurt de ses blessures le 7 décembre 1978.
L'année suivante, Ryke Geerd Hamer développe un cancer des testicules. Il l'attribue au choc émotionnel qu'il a subi et affirme que son fils lui apparait en rêve pour lui confirmer cette théorie.
Dès 1980, et sans la moindre formation en oncologie, il formule ses cinq lois biologiques (5B). À sa demande, sa tumeur est enlevée par une ablation médicale conventionnelle.
En 1981, en Allemagne et en Autriche, il commence à traiter, sans la moindre autorisation ni diplôme adapté, des patients cancéreux avec sa méthode des « 5B ».
En octobre 1981, il présente une thèse de doctorat à l'Université de Tübingen, intitulée « Le syndrome d'Hamer et la Loi d’Airain du cancer ». Il y affirme avoir trouvé « un nouveau système pour […] l'apparition, la localisation et le déroulement du cancer ». La thèse est rejetée pour insuffisance scientifique dans la forme et la méthodologie des travaux,.

### Interdiction d'exercer la médecine
Le 8 avril 1986, l'autorisation de pratiquer la médecine lui est complètement retirée à la suite d'un procès en Allemagne.
La décision souligne que la cause en est la « structure de personnalité particulière » de Hamer qui ne le rend plus apte à respecter l'éthique de sa profession et à se remettre en cause, et non pour ses thèses elles-mêmes,.

### Exercice illégal de la médecine
Il continue néanmoins à dispenser ses « traitements » et ouvre des cliniques en Allemagne, Belgique, Italie, Autriche et aux Pays-Bas. En Espagne, ses « suiveurs » sont déjà estimés à plus de 3 000.
En 1997, à la suite de la mort de sept patients atteints du cancer, il est arrêté et condamné à un an de prison qu'il purge partiellement à la prison de Cologne-Ossendorf.
Fin 2004, après avoir été arrêté en Espagne et extradé vers la France, un procès le condamne à trois ans de prison, à la suite de la mort de plusieurs patients français, pour fraude et exercice illégal de la médecine. Il est alors incarcéré à Fleury-Mérogis de septembre 2004 à février 2006.
À peine après avoir bénéficié d'une libération conditionnelle en 2006, il se déclare « président du Reich d'un futur Reich allemand ».
En mars 2007, il ouvre une nouvelle clinique en Espagne. Les médecins espagnols le tiennent pour responsable de la mort de plusieurs dizaines de personnes.
Des demandes d'arrêts internationaux sont émis par l'Espagne et l'Allemagne mais Hamer se réfugie en Norvège.
Son organisation se transforme alors en secte complotiste, mélangeant allègrement sionisme et néo-nazisme,, et se réclamant à la fois du World Union for Progressive Judaism et du Mouvement de citoyens du Reich.
Il est considéré comme responsable de la mort prématurée de 140 personnes.
Il meurt, en 2017, des suites d'un AVC, à Sandefjord en Norvège, à l'âge de 82 ans,.

## Théorie
Selon Ryke Geerd Hamer, la maladie suivrait cinq lois biologiques :
1. la loi d'airain du cancer : tout cancer, ou maladie équivalente, résulte d'un choc psychique extrêmement brutal.
2. la loi biphasique des pathologies : toute pathologie a deux phases : la phase active et la phase de réparation après la solution du ressenti conflictuel.
3. le système ontogénétique des tumeurs : lien entre endoderme, mésodermes et ectoderme et les symptômes.
4. le système ontogénétique des microbes : chaque type de microbe intervient selon le feuillet embryonnaire concerné par la maladie.
5. la quintessence : toute maladie est un programme spécial de la Nature.

On retrouve parfois cette théorie sous l’appellation « Décodage biologique » ou « biologie totale ».

### Aspect non-médicaux et non-scientifiques de ses thèses
Selon la Ligue suisse contre le cancer, aucun cas de personne guérie par la méthode Hamer n'a jamais été publié dans la littérature médicale, les témoignages dans ses livres sont « dépourvus des données indispensables pour une évaluation médicale sérieuse » , et les présentations publiques de ses recherches ne sont « scientifiquement pas convaincantes. ».
De même, le centre allemand de recherche contre le cancer la deutsche Krebsgesellschaft, l'association médicale allemande et le conseil allemand des consommateurs ont exprimé leurs désaccords avec les théories de Hamer.
Pour l'Association française pour l'information scientifique (AFIS) : « On pourrait assimiler la thérapeutique de cette médecine alternative à la psychothérapie. La médecine soigne le corps et la psychothérapie le psychisme mais dans le cas qui nous intéresse, le corps est dépossédé de son essence, de toute consistance, il n’est plus qu’un objet, un miroir de nos angoisses dans les mains du thérapeute. Il s’agit là d’une dérive pernicieuse de la médecine « psychosomatique ». Nos investigations sur la biologie totale et la Médecine Nouvelle nous ont amené à penser qu’il est de notre devoir de dénoncer les pratiques en relation avec ces pseudo-théories représentant un danger mortel potentiel pour tout patient qui y aurait recours. ».
Même des promoteurs de méthodes alternatives contre le cancer expriment également leur scepticisme et critiquent ses provocations et sa façon de présenter ses thèses.
En novembre 2023, le Conseil national de l'Ordre national des infirmiers en France note que bien que la pratique de la Médecine germanique de Hamer et de ses dérivées soient interdites en France et considérées comme exercice illégal de la médecine, le site annuaire-therapeutes.com recense en 2022 au moins 266 praticiens se réclamant du décodage biologique.

## Affaires

### Le cas Olivia Pilhar
En Autriche, Olivia Pilhar, une jeune autrichienne de 6 ans en 1995, est diagnostiquée avec une tumeur de Wilms. Ses parents consultent Hamer qui diagnostique pour sa part l'existence de « plusieurs conflits » et propose un traitement que les parents suivent.
La santé de l'enfant se détériore, la tumeur grossit jusqu'à faire quatre kilos, ses chances de survie ne sont plus évaluées qu'à 10 %. Une cour de justice autrichienne exigea qu'un traitement conventionnel lui soit appliqué, avec chimiothérapie. L'enfant a survécu après ce traitement. Les parents sont condamnés à 8 mois de prison avec sursis.
En 2008, dans un document interne de la « Nouvelle médecine germanique », Hamer présente Olivia Pilhar à une réunion en Norvège, suggérant qu'elle est toujours vivante grâce à ses traitements.

### Thèses antisémites
Hamer prétend que la chimiothérapie et la morphine seraient utilisées par une conspiration juive dans l'objectif d'un génocide de la population non juive,,. De même, il explique le rejet de ses thèses et la révocation de son autorisation à exercer la médecine comme le résultat d'une conspiration juive. Ce genre de propos lui valent régulièrement d'être accusé d'antisémitisme et de faire soutenir ses thèses par des négationnistes, tels qu'Iwan Götz, actif dans le Mouvement de citoyens du Reich.

### Négationnisme du SIDA
Dans son livre « SIDA, la maladie qui n'existe pas », Ryke Geerd Hammer nie l’existence de cette maladie en y identifiant une allergie au smegma, nie sa contagiosité, et qualifie l'ensemble d'escroquerie.

## Publications
- Fondement d'une médecine nouvelle - Le système ontogénétique des tumeurs, ASAC, 1993  (ISBN 2-905761-07-5)
- Vermächtnis einer Neuen Medizin, Cologne, éditeur Amici di Dirk, 1998  (ISBN 978-3-926755-00-1)
- Summary of the New Medicine, éditeur Amici di Dirk, 2000  (ISBN 978-84-930091-9-9)
- Krebs und alle sog. Krankheiten, éditeur Amici di Dirk, 2004  (ISBN 978-84-96127-12-8)
- Einer gegen alle, Alhaurín el Grande, éditeur Amici di Dirk, 2005,  (ISBN 978-84-96127-15-9)
- SIDA, la maladie qui n'existe pas, août 2009,  (ISBN 978-84-96127-40-1)

## Filmographie
- Seul contre tous - La vie et l’œuvre du docteur R.G. Hamer, documentaire (DVD 2008) - Jean-Jacques Crèvecœur
- Devoir d'enquête, premier reportage : La médecine qui tue !, diffusé le 12 janvier 2011 sur la Une (RTBF).